# Comtat de Saulnois
El comtat de Saulnois (comitatus Salinensis) fou una jurisdicció feudal del Sacre Imperi Romanogermànic que agafava el nom del riu Seille afluent del Mosela. Estava situat al sud del comtat de Niedgau, a l'est del comtat de Charpeigne, a l'oest del comtat de Saargau i al nord del comtat de Chaumont.
Aquest territori va quedar per Lluís el Germànic en la partició del 8 d'agost del 870 (anomenat comitatum Seline). Vanderkindere l'associa al Soulossois (comitatus Solocinse), situat riu amunt cap a les fonts del Mosa i que agafaria el nom per Soulosse, a la riba del riu Vair, al districte de Neufchâteau, als Vosges.
Com a comte s'esmenta a Teutbert al segle X. Residia a Destrich prop de Sarreguemines i se l'anomena en una donació al monestir de Bouxières feta per l'emperador Otó I en carta del 2 de juny del 965, en el que es recapitulen anterior donacions entre les quals la de "Teutbertus comes"; com que no dona la data de la donació no se sap quan vivia aquest comte; la necrològica de Gorze esmenta la mort del comte Thicbertus el dia sis dels idus d'Octubre però no dona l'any. Estava casat amb Judit. Només es pot dir que fou anterior al 965 i probablement dins el segle X; però se sap que va tenir dos fills, Benet que fou abat a Saint-Arnoul de Metz i Rotlinda, monja a Bouxières.
Aquest comtat devia quedar integrat en algun moment als dominis ducals de l'Alta Lotaríngia.